# Kaisergeschichte
Mit dem Begriff Kaisergeschichte kann allgemein eine Geschichte der antiken römischen oder der mittelalterlichen byzantinischen bzw. römisch-deutschen Kaiser gemeint sein. Beispiele für antike Kaisergeschichten sind
- die Römische Geschichte des Cassius Dio;
- das Geschichtswerk Herodians;
- verschiedene spätantike Kaisergeschichten wie:
  - die sogenannte Enmannsche Kaisergeschichte,
  - die Kaisergeschichte des Aurelius Victor,
  - das Werk des Eutropius.
  - die anonyme Epitome de Caesaribus,
  - das Werk des Ammianus Marcellinus und
  - die anonyme und höchst umstrittene Historia Augusta.

Für das Mittelalter sind etwa das Werk des Byzantiners Michael Psellos und die hochmittelalterliche Kaiserchronik zu nennen.